# Inger Miller
Inger Miller (Los Angeles, Estats Units d'Amèrica, 12 de juny de 1972) és una atleta dels Estats Units especialista en curses de velocitat. És filla de Lennox Miller, una campiona olímpica.
Miller guanyà la medalla d'or als Jocs d'Atlanta de 1996 en la cursa dels 4x100 metres relleus. En aquesta mateixa prova també guanyà als Mundials d'Atenes de 1997 i quedà en segona posició a París el 2003. Als mundials de Sevilla de 1999 guanyà la medalla d'or als 200 m i la de plata als 100 m. Als Mundials d'Edmonton de 2001 havia guanyat inicialment la medalla d'or als 4x100 m, però un cas de dopatge d'una de les integrants del quartet en provocà la seva desqualificació.
Després de retirar-se de la pràctica esportiva va iniciar un negoci amb Jill Hawkins, Produccions Miller-Hawkins, una companyia de coordinació de proves esportives.